# 최소 출판 가능 단위
최소 출판 가능 단위(least publishable unit, LPU), 최소 출판 단위는 학술 출판에서 저널이나 컨퍼런스 등에서 동료 평가를 받은 출판물을 생성하는 데 사용할 수 있는 최소 정보량이다. (최대 출판 가능 단위 등도 사용된다.) 이 용어는 인위적으로 발행량을 부풀리는 전략을 농담으로, 아이러니하게, 경멸적으로 언급하는 데 자주 사용된다.
연구 결과를 출판하는 것은 과학의 필수적인 부분이다. 출판물 수는 종종 과학자의 작업을 평가하고 연구 자금을 분배하는 기초로 사용된다. 이러한 평가에서 높은 순위를 얻기 위해 연구 결과를 작은 부분으로 나누어 별도로 출판함으로써 출판 횟수를 늘리는 경향이 있다. 이 프로세스는 결과를 게시 가능한 가장 작은 단위로 분할하는 것으로 설명되었다.
"살라미 슬라이싱" 또는 "살라미 과학"이라고도 하는 "살라미 출판"은 출판 가능 최소 단위 전략의 변형이다. 살라미 출판에서는 하나의 연구 프로젝트에서 수집한 데이터가 여러 최종 출판물에 별도로(전체 또는 일부) 보고된다. 더 큰 살라미 소시지로 만든 얇은 조각과 유사하게 명명된 살라미 출판은 명시적으로 라벨을 붙이지 않으면 일반적으로 의심스러운 것으로 간주된다. 왜냐하면 동일한 데이터가 종합 연구에서 명백히 독립적인 결과로 여러 번 계산될 수 있기 때문이다. 살라미 슬라이스는 일종의 과학적 위법 행위로 간주된다.
하나의 연구과제로 수집된 데이터를 하나의 연구처럼 부분적으로 보고할 경우 통계적 유의성에 문제가 발생할 수 있다. 과학자들은 일반적으로 연구 프로젝트의 결과가 가설을 뒷받침하는지 여부를 결정하기 위해 5% 임계값을 사용한다. 단일 연구 프로젝트에서 여러 가설을 테스트하는 경우 가설 20개 중 1개가 우연히 연구에 의해 뒷받침된다. 부분적으로 보고된 연구 프로젝트는 통계적 유의성을 테스트할 때 더 엄격한 기준을 사용해야 하지만 이를 수행하지 않는 경우가 많다.
사람들이 자신의 출판물을 출판 가능 최소 단위로 만들어야 하는지에 관해 학계들 사이에는 합의가 이루어지지 않았으며, 일부 저널 편집자들은 오랫동안 이를 반대해 왔다. 특히 학술 출판을 막 시작하는 사람들의 경우, 몇 가지 작은 기사를 작성하는 것은 피어 리뷰 및 전문 출판 시스템이 어떻게 작동하는지 익숙해지는 방법을 제공하며 실제로 출판 횟수를 늘리는 데 도움이 된다. 그러나 너무 많은 LPU를 출판하는 것은 조교수(또는 그에 상응하는) 수준 이상의 승진을 모색할 때 동료들에게 깊은 인상을 주지 못할 것으로 생각된다. 또한 LPU는 아이디어를 작은 조각으로 나누고 때로는 사람들이 많은 상호 참조를 찾도록 강요하기 때문에 지식을 전달하는 가장 효율적인 방법이 아닐 수도 있다. 여러 개의 살라미 조각은 동일한 정보가 포함된 단일 종합 기사보다 더 많은 저널 페이지를 차지한다. 반면에 작은 정보는 쉽게 소화할 수 있으므로 독자는 LPU에 있는 것보다 더 많은 정보가 필요하지 않을 수 있다.

## 같이 보기
- H 지수
- 피인용지수
- 동료 평가
- 출판 편향
- 과학계량학